# NGC 4655
NGC 4655 (другие обозначения — MCG 7-26-42, ZWG 216.21, NPM1G +41.0304, PGC 42823) — эллиптическая галактика (морфологический тип по Вокулёру E) в созвездии Гончих Псов. Открыта Уильямом Гершелем 9 апреля 1787 года.
Этот объект входит в число перечисленных в оригинальной редакции «Нового общего каталога».
Галактика обладает активным ядром типа LINER. Образует вероятную физическую пару с галактикой IC 3713, находящейся на угловом расстоянии около 10′ к северо-северо-востоку.
На фотографиях видна эллиптическая галактика, очень маленькая и округлая, со слабой внешней оболочкой. При визуальном наблюдении в любительский телескоп с высоким увеличением она выглядит маленькой и довольно тусклой, видимой как круглое, хорошо очерченное пятно света с равномерной поверхностной яркостью. На расстоянии 0,75′ на юго-востоке от неё видна слабая звезда поля. Радиальная скорость: 7274 км/с. Расстояние: 325 млн световых лет. Диаметр: 76 тыс. световых лет.